# José Condungua Pacheco

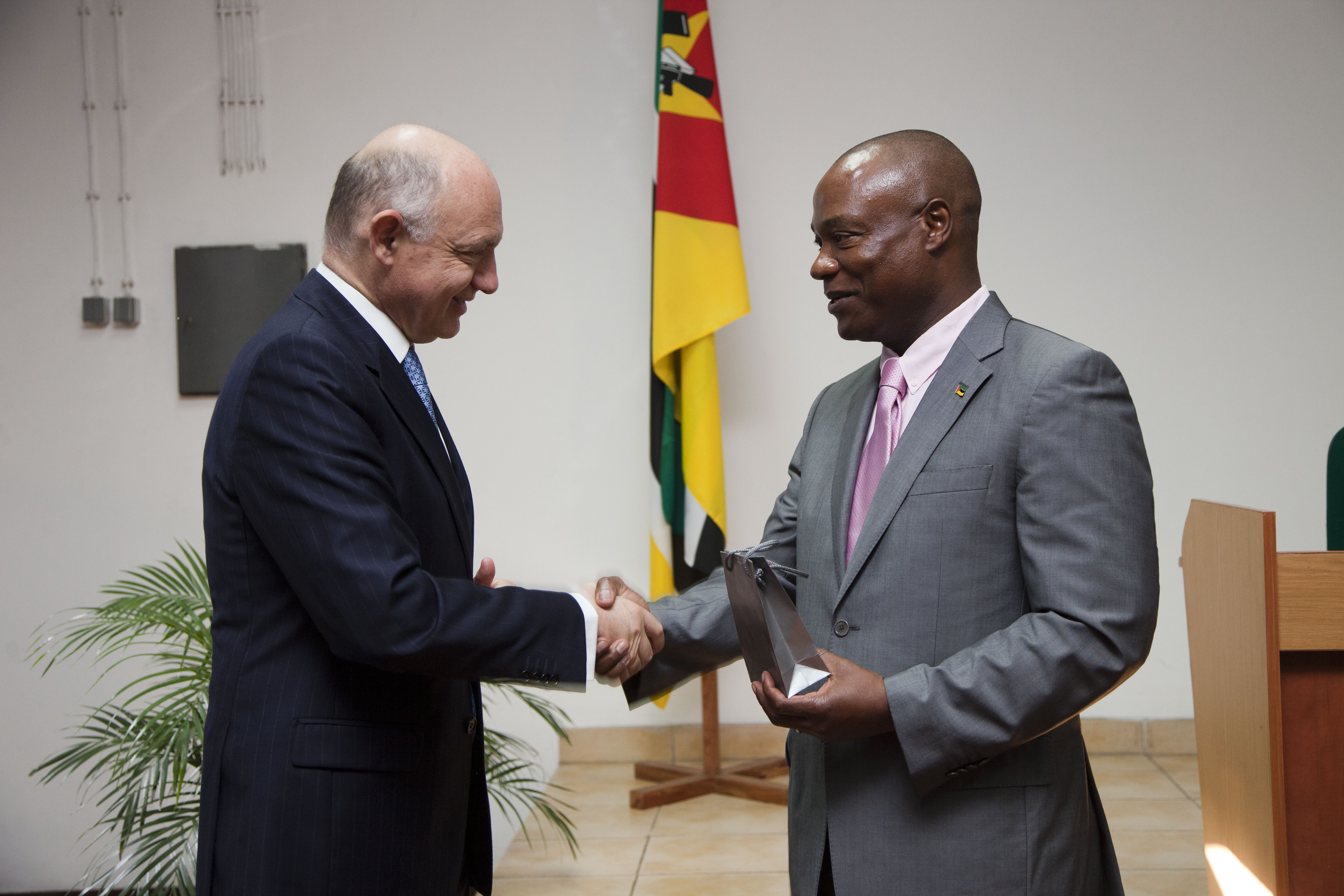
José Pachecho (r.) mit dem argentinischen Außenminister Héctor Timerman.

José Condungua António Pacheco, kurz José Pacheco (* 10. September 1958 in Ampara, Distrikt Búzi, Provinz Sofala, Portugiesisch-Ostafrika) ist ein mosambikanischer Agrarökonom und Politiker (FRELIMO). Zwischen 2010 und 2017 war er Minister für Landwirtschaft, im Dezember 2017 ernannte ihn Staatspräsident Nyusi zum Außenminister des Landes.

## Biographie

### Ausbildung
José Pacheco wurde am 10. September im Dorf Ampara im Distrikt Búzi der Provinz Sofala geboren. Von 1971 bis 1973 besuchte er die Grundschule in der nahe gelegenen Großstadt Beira. Später besuchte er die Landwirtschaftsschule in Manica, die er 1978 mit einem Abschluss als technischer Agraringenieur (Engenheiro Técnico Agrário) verließ. 1989 studierte Pacheco am Wye College der University of London, später auch an der University of Minnesota (1992) und der University of Madison, Wisconsin (1994). Er schloss diese Studien mit einem Diplom im Bereich „Technologietransfer für rurale Entwicklung“ ab.

### Verwaltungsbeamter
Parallel arbeitete José Pacheco von 1981 bis 1990 als Provinzdirektor für Landwirtschaft der Provinz Zambézia. 1990 stieg er zum Nationalen Direktor für ländliche Entwicklung auf, parallel war er unter anderem im Verwaltungsrat des Nationalen Instituts für Entwicklung lokaler Industrien (Instituto Nacional do Desenvolvimento da Indústria Local, IDIL) und Verwaltungsratsvorsitzender des mosambikanischen Getreide-Instituts (Instituto de Cereais de Moçambique).

### Aufgaben als Minister und Gouverneur
Im ersten (demokratischen) Kabinett unter Präsident Joaquim Alberto Chissano wurde Pacheco zum stellvertretenden Minister für Landwirtschaft und Fischerei berufen (1995–1999). 2000 wechselte er in die nördliche Provinz Cabo Delgado, um dort als Provinzgouverneur zu arbeiten. Unter Präsident Armando Guebuza arbeitete er ebenfalls als Minister in dessen Kabinett, zunächst als Innenminister (2005–2010), dann als Landwirtschaftsminister (2010–2015). Filipe Nyusi, Präsident Mosambiks seit 2015, vertraute ihm ebenfalls das Ressort für Landwirtschaft und Ernährungssicherheit an (Kabinett Nyusi I). Luisa Meque ist seine Stellvertreterin im Ministerium.
In seiner Zeit als Innenminister gilt er als verantwortlich dafür, dass sein Vorgänger, Almerino Manhenje, aufgrund von Korruptionsskandalen in Haft kam. Auf der anderen Seite wird ihm der Vertragsabschluss mit dem Unternehmen Semlex zu Lasten gelegt, das für die Produktion von Ausweisen und Reisepässen verantwortlich ist, jedoch den vereinbarten Vertragsregelungen nie nachkam. Während seiner Amtszeit als Landwirtschaftsminister gewann das aus der mosambikanischen Zivilgesellschaft und von ausländischen NGOs stark kritisierte Großprojekt ProSavana an Fahrt. Im Rahmen des durch die mosambikanische Regierung sowie von Japan und Brasilien beförderten Projekts sollen zehn Millionen Hektar in den drei Provinzen Nampula, Niassa und Zambézia an Agrarunternehmen verpachtet werden. Kritiker befürchten massiven Landraub (Land Grabbing) und Enteignungen von mosambikanischen Kleinbauern. Pacheco verteidigte das Projekt und stellte es als notwendige ausländische Investition und als dem Fortschritt Mosambiks dienlich dar.
Im Rahmen einer Kabinettsumbildung im Dezember 2017 entließ Präsident Nyusi den Außenminister Oldemiro Balói und ernannte Pachecho zum Nachfolger. Higino Francisco Marrule wurde zum neuen Landwirtschaftsminister ernannt. Medien der Opposition und ausländische Beobachter kritisierten die Versetzung von Pachecho ins Außenministerium, da er kein diplomatischen Talent besäße und für die anspruchsvolle Aufgabe des höchsten Diplomaten des Landes nicht geeignet sei.

### Aufgaben in der Partei

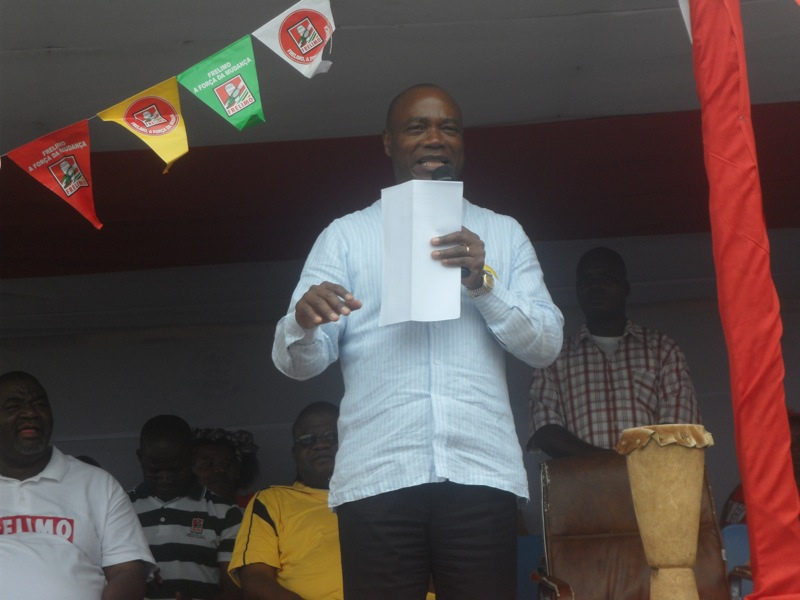
José Pacheco bei einer Parteiveranstaltung in Nampula (Provinz Nampula)

Auf dem 9. Parteitag der Regierungspartei FRELIMO in Quelimane wurde Pacheco im Jahr 2006 zum Mitglied der Comissão Política (Politbüro) der Partei gewählt. Auf dem 10. Parteitag 2012 in Cabo Delgado wurde Pachecho wiedergewählt. Beim 11. Parteitag der FRELIMO Ende September 2017 wurde Pacheco nicht wieder ins Politbüro gewählt.
José Pacheco war während des neu aufflammenden, teils gewalttätigen Konflikts zwischen RENAMO und FRELIMO in den Jahren 2012 bis 2014 Verhandlungsführer der FRELIMO.
Für die Präsidentschaftswahlen 2014, bei denen Amtsinhaber Armando Guebuza nicht mehr antreten durfte, war Pacheco neben dem damaligen Premierminister Alberto Vaquina und dem später gewählten Filipe Nyusi als Kandidat gehandelt worden. Er gilt, ebenso wie die beiden anderen, als Guebuza nahestehend. Die parteiinterne Wahl gewann überraschend Nyusi. In Analysen wurde aufgrund der langen politischen Erfahrung Pachecos seine Wahl vorhergesagt.